# 武廟六十四将
武廟六十四将（ぶびょうろくじゅうよんしょう）は、唐朝以前の中国史を代表する六十四人の名将。782年、顔真卿の建議を受けて徳宗が命じた史館の史家達によって選出され、武成王廟（太公望の廟）に武廟十哲と共に合祀された。後の時代には幾度か改変された。

## 六十四将

### 姜斉
- 相・管仲

### 越
- 相国・范蠡

### 田斉
- 将軍・孫臏
- 安平君・田単

### 趙
- 信平君・廉頗
- 馬服君・趙奢
- 大将軍/武安君・李牧

### 秦
- 将軍・王翦

### 前漢
- 相国/平陽侯・曹参
- 梁王・彭越
- 左丞相/絳侯・周勃
- 太尉/条侯・周亜夫
- 大司馬/冠軍侯・霍去病
- 大将軍/長平侯・衛青
- 後将軍/営平侯・趙充国
- 前将軍/北平太守・李広

### 後漢
- 太傅/高密侯・鄧禹
- 大司馬/広平侯・呉漢
- 征西大将軍/夏陽侯・馮異
- 建威大将軍/好畤侯・耿弇
- 執金吾/雍奴侯・寇恂
- 左将軍/膠東侯・賈復
- 伏波将軍/新息侯・馬援
- 太尉/新豊侯・段熲
- 太尉/槐里侯・皇甫嵩

### 曹魏
- 太尉・鄧艾
- 征東将軍/晋陽侯・張遼

### 蜀漢
- 前将軍/漢寿亭侯・関羽
- 車騎将軍/西郷侯・張飛

### 孫呉
- 偏将軍/南郡太守・周瑜
- 武威将軍/南郡太守/孱陵侯・呂蒙
- 丞相/婁侯・陸遜
- 大司馬/荊州牧・陸抗

### 西晋
- 征南大将軍/南城侯・羊祜
- 鎮南大将軍/当陽侯・杜預
- 撫軍大将軍/襄陽侯・王濬

### 東晋
- 太尉/長沙公・陶侃
- 車騎将軍/康楽公・謝玄

### 前秦
- 丞相・王猛

### 前燕
- 太宰/録尚書事/太原王・慕容恪

### 南朝宋
- 司空/武陵公・檀道済
- 征虜将軍・王鎮悪

### 北魏
- 太尉/北平王・長孫嵩

### 北斉
- 尚書/右僕射/燕郡公・慕容紹宗
- 右丞相/咸陽王・斛律光

### 南朝梁
- 太尉/永寧郡公・王僧弁

### 北周
- 大冢宰/斉王・宇文憲
- 太傅/大宗伯/燕国公・于謹
- 右僕射/鄖国公・韋孝寛

### 陳
- 司空/南平公・呉明徹

### 隋
- 司空/尚書令/越国公・楊素
- 右武候大将軍/宋国公・賀若弼
- 上柱国/新義公・韓擒虎
- 柱国/太平公・史万歳

### 唐
- 司空/河間郡王・李孝恭
- 右武候大将軍/鄂国公・尉遅敬徳
- 右武衛大将軍/邢国公・蘇定方
- 礼部尚書/聞喜公・裴行倹
- 夏官尚書/同中書門下三品/朔方大総管・王孝傑
- 右武衛大将軍/同中書門下平章事/韓国公・張仁願
- 兵部尚書/同中書門下三品/中山公・王晙
- 兵部尚書/同中書門下三品/代国公・郭元振
- 朔方節度使/御史大夫・張斉丘
- 太尉/中書令/尚父/汾陽郡王・郭子儀